# Christopher Showerman
Christopher Clare Showerman (Jackson, 24 de junho de 1971) é um ator e comediante norte-americano. Tornou-se conhecido ao substituir Brendan Fraser em George, o Rei da Floresta 2 (2003).
Showerman conheceu Fraser em um evento de caridade alguns meses após a conclusão do filme: 
Eu estava em Las Vegas com nossa equipe de efeitos visuais filmando alguns exteriores e fiquei no mesmo hotel que Brendan, enquanto ele estava trabalhando no novo filme do Looney Tunes. Escrevi para ele um bilhete dizendo o quão ótimo eu pensei que ele era e o deixei na recepção. Cinco meses depois, ele apareceu em um evento de caridade em que eu estava, veio até mim e se apresentou. Ele disse que teria voltado para mim em Las Vegas, mas eu não deixei nenhuma informação de contato!

## Filmografia
- 2003 - George of the Jungle 2